# Брюс Ли в Новой Гвинее
«Брюс Ли в Новой Гвинее» (кит. 蛇女慾潮, англ. Bruce Lee in New Guinea) — гонконгский фильм режиссёров Ян Цзияо и Джозефа Кона.

## Сюжет
Антрополог Цзян Ваньли и его друг Чунь Син очарованы местом в Новой Гвинее под названием Змеиный остров. Островом правит секта Дьявола — мастера кунг-фу стиля Змеи и злой маг. Слухи о ценной Жемчужине Змеи также привлекают внимание исследователей, желающих украсть её для себя.
Предыдущий глава секты был хорошим человеком, но после его смерти Великий колдун секты стал лидером и оставил свою дочь, принцессу Анкава, бессильной против новых трюков нового начальника.
Оказавшись на острове, Ваньли и Син нанимают двух проводников для экскурсии, но вскоре подвергаются нападению людей из секты. Во время драки Ваньли пропадает, и Син вынужден покинуть остров без него.
Год спустя, семья Ваньли узнаёт, что он был найден и возвращается домой. Однако, после возвращения Вань странно ведёт себя с семьёй и девушкой.
Ваньли рассказывает Сину, что было, когда они потеряли друг друга. Он говорит, что дрался с Великим магом и был отравлен им после атаки. Находясь на грани смерти, ему помогла принцесса Анкава, вылечивая его. Принцесса и Ваньли сблизились и влюбились друг в друга. Когда колдун узнал об этом, принцессе ничего не оставалось, кроме как умолять не убивать Ваня. Вынужденный покинуть остров Вань обещал принцессе вернуться к ней.
Используя свои навыки в боевых искусствах Ваньли находит способ победить кунг-фу стиля Змеи, чтобы вернуться на остров и спасти принцессу.

## В ролях
| Актёр      | Роль                  |
| ---------- | --------------------- |
| Чэнь Син   | Великий колдун        |
| Брюс Лай   | Цзян Ваньли           |
| Дана       | принцесса Анкава      |
| Сань Куай  | сын колдуна           |
| Ларри Ли   | Чунь Син              |
| Ю Тхаувань | проводник №1          |
| Тоу Сиумин | проводник №2          |
| Лэй Хойсан | боец в синей накидке  |
| Пак Салик  | Али                   |
| Боло Йен   | боец в чёрной накидке |

## Технические данные
- Язык: путунхуа
- Продолжительность: 80 мин
- Изображение: цветной
- Плёнка: 35 мм.
- Формат: 2,35:1.
- Звук: моно